# I-68 (sous-marin, 1933)
Pour les articles homonymes, voir I-68.
L'I-68  (イ-65) (renommé I-168 le 20 mai 1942) est un sous-marin de classe Kaidai (海大型潜水艦, Kaidai-gata sensuikan) de la sous-classe Kaidai VIa (海大6型a（伊六十八型/伊百六十八型）, Kaidai-roku-gata-ē, classe I-68/I-168) en service dans la marine impériale japonaise durant la Seconde Guerre mondiale.
Lors de la bataille de Midway, il a coulé les seuls navires de guerre américains perdus dans la bataille: le porte-avions USS Yorktown et le destroyer USS Hammann. Il était alors commandé par le capitaine de corvette (海軍少佐 (Kaigun-shōsa)) Yahachi Tanabe.

## Contexte
Après la Première Guerre mondiale, la marine impériale japonaise a réévalué l'utilisation de la guerre sous-marine comme élément de stratégie de flotte en raison du déploiement réussi de croiseurs-sous-marins à long rayon d'action pour les raids commerciaux des principales marines de combat. Les stratèges japonais en sont venus à réaliser les possibilités d'utilisation de l'arme pour la reconnaissance à longue portée, et dans une guerre d'usure contre une flotte ennemie qui s'approchait du Japon. Deux grands sous-marins japonais à longue portée avaient déjà été construits dans le cadre du programme de la flotte des Huit-six en tant que prototypes (I-51 et I-52), mais l'arrivée le 20 juin 1919 de sept U-boote allemands reçus par le Japon en réparation de guerre à la fin de la Première Guerre mondiale a conduit à une refonte complète. Les Japonais ont rapidement embauché des centaines d'ingénieurs et de techniciens de sous-marins allemands et d'anciens officiers de sous-marins allemands au chômage à la suite de la défaite de l'Allemagne pendant la Première Guerre mondiale, et les ont fait venir au Japon dans le cadre de contrats de cinq ans. L'ONI (Office of Naval Intelligence) américain a estimé que quelque 800 conseillers allemands s'étaient rendus au Japon à la fin de 1920. Les Japonais ont également envoyé des délégations en Allemagne, et ont participé activement à l'achat de nombreux brevets.

## Description
Les sous-marins de la sous-classe KD6 étaient des versions améliorées de la précédente sous-classe KD5. Avec une vitesse de 23 nœuds en surface, ils étaient les sous-marins les plus rapides lors de leurs époques de construction.
Ils ont un déplacement de 1 422 tonnes en surface et 2 479 tonnes en immersion. Les sous-marins mesuraient 104,70 mètres de long, avaient une largeur de 8,2 mètres et un tirant d'eau de 4,58 mètres. Les sous-marins permettaient une profondeur de plongée de 70 m et avaient un effectif de 68 officiers et membres d'équipage. 
Kampon a été retenu comme fabricant des moteurs diesel Mk.1A Model 8, dont les performances étaient supérieures de 30% à celles des moteurs des premières sous-classes. Pour la navigation de surface, les sous-marins étaient propulsés par deux moteurs diesel de 4 500 cv (3 310 kW), chacun entraînant un arbre d'hélice. En immersion, chaque hélice était entraînée par un moteur électrique de 900 chevaux-vapeur (671 kW). Ils pouvaient atteindre 23 nœuds (42,6 km/h) en surface et 8,2 nœuds (15,2 km/h) sous l'eau. En surface, les KD6 avaient une autonomie de 14 000 milles nautiques (19 000 km) à 10 nœuds (19 km/h); en immersion, ils avaient une autonomie de 65 milles nautiques (120 km) à 3 nœuds (5,6 km/h).
Les sous-marins étaient armés de 6 tubes lance-torpilles internes de 53,3 cm, 4 à l'avant et 2 à l'arrière. Ils transportaient une recharge pour chaque tube + 2 torpilles, soit un total de 14 torpilles Type 89. Ils étaient également armés d'un canon de pont de 100 mm (L/50) Type 88 pour le combat en surface et d'une mitrailleuse de 13,2 mm AA type 93 et d'une mitrailleuse de 7,7 mm.

## Construction
Construit par l'arsenal naval de Kure au Japon, le I-68 a été mis sur cale le 18 juin 1931. Il a été lancé le 26 juin 1933 sous le nom de I-68. Il a été achevé et mis en service le 31 juillet 1934.

## Historique

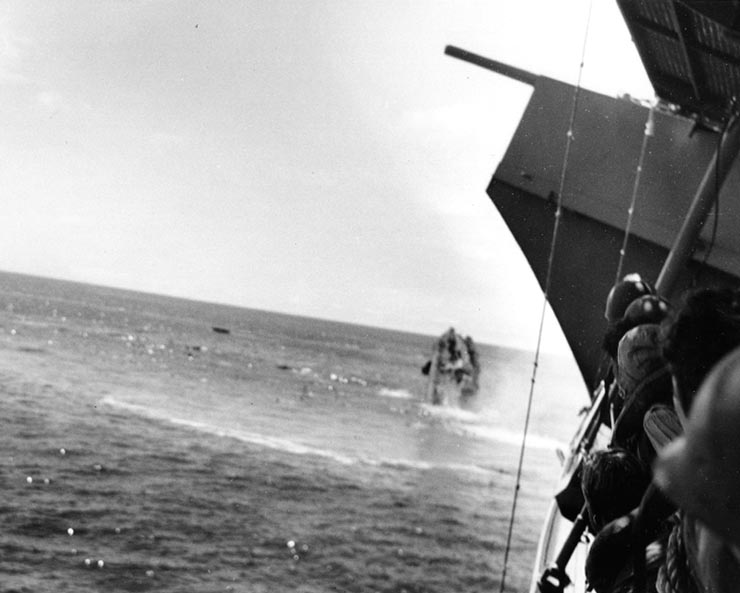
Le destroyer USS Hammann en train de couler, frappé par lI-68 le 6 juin 1942.

Achevé à l'arsenal naval de Kure le 31 juillet 1934, il est désigné I-68 et est sous les ordres du Capitaine de frégate (海軍中佐 (Kaigun-chūsa)) Tsuruoka Nobumichi. Le 23 novembre 1941, l'I-68 et le 3e escadron de sous-marins sont stationnés près d'Hawaï pour effectuer des missions de reconnaissance en prévision de l'attaque imminente sur Pearl Harbor. Le 13 décembre, le submersible subit 21 attaques de charges de profondeur au large d'Hawaï. La dernière attaque endommagea ses batteries et inonda ses tubes lance-torpilles arrière. 
Après des réparations à Kwajalein, l'I-68 effectue plusieurs patrouilles sans incident dans le Pacifique avant d'être rebaptisé I-168 le 20 mai 1942, dans le cadre d'un programme général de numérotation des sous-marins entrepris par la marine japonaise.
Le sous-marin appareille de Kure le 23 mai 1942 pour sa seconde patrouille de guerre, chargé d'une mission de reconnaissance de l'atoll de Midway en vue de sa capture. Le 2 juin à l'aube, le commandant Yahachi Tanabe arrive au nord-ouest de Midway et signale, après une longue observation périscopique, des lancements d'avions de patrouille exceptionnellement fréquents.
Les journées du 3 au 5 juin se passent à fournir des données météorologiques au quartier général de la Flotte combinée en tournant autour de Midway.
Le 6 juin à 4h10, lors de la bataille, un des veilleurs aperçoit les mâtures d'un porte-avions endommagé à 12 milles. À 6h00, Tanabe repère les premiers destroyers de l'écran et constate que le porte-avions est pris en remorque. Il prend alors l'immersion périscopique à 3 nœuds. Pendant plus de 7 heures, Tanabe fait habilement son approche et réussit à pénétrer l'écran des escorteurs sans avoir été détecté. À 13h31, deux torpilles sont lancées à 2 000 mètres puis deux autres trois secondes plus tard. La première percute le destroyer USS Hammann qui le casse en deux. Il coule immédiatement. Les deux suivantes touchent le Yorktown à tribord, tandis que la quatrième passe derrière le porte-avions. À 13h36, les destroyers américains contre-attaquent. Après avoir essuyé 40 charges de profondeur, les dégâts sont très importants : compartiments des torpilles avant et de manœuvre inondés, batteries endommagées. À 17h40, Tanabe et son équipage sont décidés à se battre en surface. Mais, à la faveur du crépuscule naissant, ils réussissent à s'échapper à 14 nœuds. Tanabe envoie son rapport de torpillage, bien que le porte-avions n'ait pas encore coulé. Le 19 juin, l'I-168 rallie Yokosuka et rentre en cale sèche.
Le submersible appareille de Truk pour Rabaul le 25 juillet 1943. Le 27 juillet au large de la Nouvelle-Hanovre, après avoir envoyé son rapport de patrouille peu avant 18h00, l'I-168 aperçoit un sous-marin ennemi en surface. Son commandant, le capitaine de corvette Sakae Nakajima, tire une torpille mais le manque. Les vigies de l'USS Scamp détectent les sillages et le capitaine de corvette Walter Gale Ebert ordonne un crash dive (en). Le bateau se stabilise à 70 pieds puis remonte à l'immersion périscopique. À 18h12, Ebert lance quatre torpilles qui coulent l'I-168 avec la totalité de son équipage par 2° 50′ S, 149° 01′ E.